# Дистихиаз
Дистихиаз (лат. distichiasis) — аномалия развития, при которой появляется дополнительный ряд ресниц позади нормально растущих. Как правило этот ряд берёт начало от каналов мейбомиевых желёз на краю века, но могут поражать и другие части век. Дополнительные ресницы обычно бывают двусторонними. С двойным набором ресниц родилась Элизабет Тейлор.

### В ветеринарии
Наиболее часто отмечается в ветеринарии у некоторых пород собак, в том числе у бульдогов, пекинесов, пуделей, йоркширских терьеров, кокер-спаниелей, такс, шелти и пасек. Если ресницы мягкие (как, например, у золотистых ретриверов), симптомы дистихиаза обычно незаметны. Если ресницы жесткие (как например, у ши-тцу), они могут вызвать раздражение, слезотечение, косоглазие, воспаление, эрозию и язву роговицы.
Частный случай дистихиаза — эктопические ресницы (др.-греч. ἔκτοπος — смещённый): ресницы прорастают через конъюнктиву перпендикулярно роговице, вызывая сильную боль, эрозию или язву роговицы. Обычно встречается у молодых собак, в основном пуделей, золотистых ретриверов, такс, лхаса апсо, ши-тцу, боксёров и шотландских овчарок.
Внешние проявления:
- собака часто чешет глаз;
- глаз слегка покрасневший;
- повышенное слезотечение;
- прозрачно-белые слизистые выделения из глаз;
- подергивание века (блефароспазм).

Лечение:
- хирургическое удаление части слизистой века вместе с волосяным мешочком;
- лазерная- или крио-эпиляция.

Если нет дополнительных показаний, то операция проходит под местной анестезией. Если, собака подвижна и не позволяет зафиксировать себя в одном положении, то операция происходит с седацией (введение препарата, расслабляющего мышцы, с подключением к аппарату искусственного дыхания и кардиомонитору). Возможна ручная эпиляция ресниц, которую нужно проводить каждые несколько недель по мере отрастания ресниц.
До операции несколько раз в день необходимо капать капли, создающие на поверхности роговицы плёнку, чтобы ресницы её не повредили.
Послеоперационный период в общем случае, кроме ручной эпиляции, длится 7-14 дней. Все это время требуется капать антибиотики и капли, создающие слёзную плёнку и защищающие роговицу.